# Löderups landskommun
Löderups landskommun var en tidigare kommun i dåvarande Kristianstads län.

## Administrativ historik
När 1862 års kommunalförordningar började gälla inrättades i Löderups socken i Ingelstads härad i Skåne denna kommun. 
Vid kommunreformen 1952 bildade den storkommun genom sammanläggning med de tidigare kommunerna Hörup och Valleberga.
I kommunen inrättades 18 juni 1927 Löderups municipalsamhälle som även till 1952 hade en del i Hörups landskommun. Municipalsamhället upplöstes med utgången av år 1958.
Löderups kommun upphörde i samband med den andra genomgripande kommunreformen, varvid området år 1971 tillfördes Ystads kommun och därmed dåvarande Malmöhus län.
Kommunkoden 1952-1970 var 1104.

### Kyrklig tillhörighet
I kyrkligt hänseende tillhörde kommunen Löderups församling. Den 1 januari 1952 tillkom Hörups församling och Valleberga församling.

## Geografi
Löderups landskommun omfattade den 1 januari 1952 en areal av 74,89 km², varav 74,72 km² land.

### Tätorter i kommunen 1960
I Löderups landskommun fanns tätorten Löderup, som hade 598 invånare den 1 november 1960. Tätortsgraden i kommunen var då 20,0 procent.

## Politik

### Mandatfördelning i valen 1938-1966
| 6 | 15 |

| 21 |

| 7 | 14 |

| 21 |

| 7 | 14 |

| 21 |

| 12 | 11 | 8 | 4 |

| 35 |

| 11 | 9 | 8 | 7 |

| 35 |

| 9 | 11 | 6 | 9 |

| 34 |

| 11 | 11 | 5 | 8 |

| 34 |

| 10 | 12 | 5 | 8 |

| 34 |